# Šator
El Šator es una montaña en los Alpes Dináricos, en las regiones occidentales de Bosnia y Herzegovina. El nombre šator significa "tienda". El pico más alto Veliki Šator tiene 1 872 m sobre el nivel del mar. Las dimensiones de la montaña son de unos 15 km de oeste a este y de 10 km en dirección norte-sur.
El área montañosa incluye un lago, rica flora y fauna, numerosos fenómenos geomorfológicos e hidrológico, así como el aspecto estético en general.

## Geografía
El Šator se eleva unos 1000 metros sobre las altas llanuras y los enormes campos kársticos que lo rodean. Estas llanuras se encuentran entre los campos kársticos más altos y espaciosos de los Alpes Dináricos y, sin duda, de Bosnia y Herzegovina.
Al sur se encuentra el campo de Livanjsko Polje, situado a unos 700 m sobre el nivel del mar, que tiene una longitud de más de 50 km. El Šator se eleva desde su extremo norte-noroeste.
En la dirección opuesta, sur - sureste, se encuentra el monte Staretina, con un máximo de 1 675 m sobre el nivel del mar, y la montaña Golija, 1 890 m sobre el nivel del mar. Estas montañas dividen el campo Livanjsko del campo Glamočko Polje.
Al este hay una enorme llanura de hierba, que está a unos 1000 m sobre el nivel del mar. Al norte se encuentra el profundo valle donde nace el río Unac y el lago Župica. Al noroeste hay una meseta herbosa de 1100 metros de altura y la montaña de Jadovnik, de 1656 metros.
El campo de Grahovsko Polje, espacioso y cubierto de hierba, está al oeste, con una altitud sobre el nivel del mar de alrededor de 900 m. En el medio del campo Grahovsko está la pequeña ciudad de Bosansko Grahovo a una altitud de alrededor de 800 m sobre el nivel del mar, un lugar que es un acceso principal al Šator. Toda esta zona está delimitada por una larga cadena montañosa, que incluye los picos de Dinara en la frontera con Croacia.

## Picos

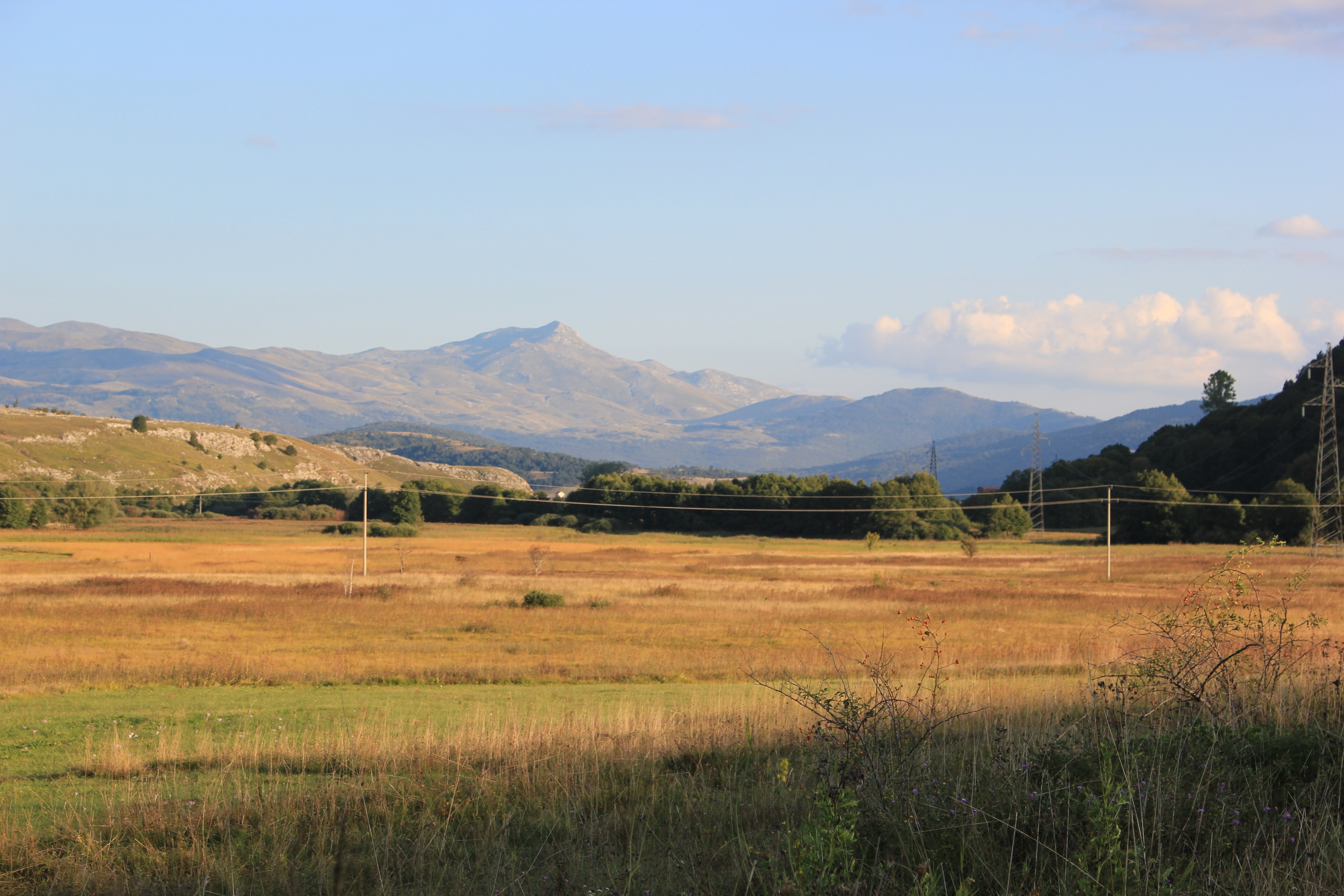
El Šator visto desde Grahovsko polje

Los cinco picos del Šator comienzan a elevarse en una especie de meseta a 1500 m sobre el nivel del mar, al final de densos bosques de hayas, abetos y píceas. Esos 5 picos tienen forma de tienda de campaña y forman una cadena de 10 kilómetros de largo en dirección este-oeste. Esto es casi perpendicular a la mayoría de las montañas de los Alpes Dináricos, que se extienden en dirección sureste-noroeste.
Desde la distancia, toda la montaña da la impresión de una tienda de campaña y así es como recibió su nombre (en bosnio: šator = español, tienda). El pico más alto, en el extremo occidental, es el Veliki Šator que asciende a 1872 m sobre el nivel del mar, aunque algo aislado, en el extremo oriental, se encuentra el Mali Šator, ligeramente menos elevado, con 1768 m. Dos de los tres picos restantes superan los 1750 m sobre el nivel del mar, mientras que el tercero, vecino del Mali Šator, supera los 1800 m.

## Flora y fauna
Las laderas del sur del Šator son herbáceas y en primavera están cubiertas de alfombras de flores. En el lado opuesto, en el norte, hay acantilados y laderas de rocas (también: pilas de taludes) y una depresión cárstica con muchos pinos enanos. El Šator y la zona que rodea la montaña fueron enormes pastos para miles de cabezas de ganado, que fueron conducidas desde tan lejos como Dalmacia, pero ahora están casi despobladas.

## Turismo
El Šator es una montaña dócil en general, en cierto sentido, y por lo tanto más adecuada para viajes familiares en lugar de montañismo serio. Una carretera de montaña que llega al lago Šatorsko a 1488 sobre el nivel del mar, laderas cubiertas de hierba, alfombras de flores y densos bosques hacen que esta montaña sea atractiva para los visitantes.